# Melinocatantops joycei
Melinocatantops joycei är en insektsart som först beskrevs av Vitaly Michailovitsh Dirsh 1950.  Melinocatantops joycei ingår i släktet Melinocatantops och familjen gräshoppor. Inga underarter finns listade i Catalogue of Life.